# МТВ филмска награда за најбољи пољубац
МТВ филмска награда за најбољи пољубац једна је до МТВ филмских награда коју додељује телевизијска мрежа МТВ.

## Добитници и номиновани
| Година | Добитници                                                             | Номиновани |
| ------ | --------------------------------------------------------------------- | --- |
| 1992.  | Ана Кламски и Маколи Калкин — Моја девојка                            | Анџелика Хјустон и Раул Хулија — Породица Адамс Анет Бенинг и Ворен Бејти — Багзи Џулијет Луис и Роберт де Ниро — Рт страха Присила Пресли и Лесли Нилсен — Голи пиштољ 2                                                         |
| 1993.  | Кристијан Слејтер и Мариса Томеј — Неукротиво срце                    | Полин Брејлсфорд и Том Хенкс — Њихова лига Мишел Фајфер и Мајкл Китон — Повратак Бетмена Винона Рајдер и Гари Олдман — Дракула Мел Гибсон и Рене Русо — Смртоносно оружје 3 Вуди Харелсон и Роузи Перез — Белци не умеју да скачу |
| 1994.  | Деми Мур и Вуди Харелсон — Непристојна понуда                         | Патриша Аркет и Кристијан Слејтер — Права романса Ким Бејсингер и Дејна Карви — Вејнов свет 2 Џејсон Џејмс Рихтер и Вили — Слобода за Вилија Винона Рајдер и Итан Хок — Уједи живота                                              |
| 1995.  | Џим Кери и Лорен Холи — Глупан и тупан                                | Жили Делпи и Итан Хок — Пре свитања Џулијет Луис и Вуди Харелсон — Рођене убице Сандра Булок и Кијану Ривс — Брзина Џејми Ли Кертис и Арнолд Шварценегер — Истините лажи                                                          |
| 1996.  | Наташа Хенстриџ и Ентони Гвидера — Врсте                              | Антонио Бандерас и Салма Хајек — Десперадо Џим Кери и Софи Оконедо — Ејс Вентура 2: Зов природе Винона Рајдер и Дермот Малрони — Исткано срцем Ајтана Санчез-Хихон и Кијану Ривс — Шетња у облацима                               |
| 1997.  | Вил Смит и Вивика А. Фокс — Дан независности                          | Клер Дејнс и Леонардо Дикаприо — Ромео и Јулија Џина Гершон и Џенифер Тили — Скок Кира Сеџвик и Џон Траволта — Феномен Кристина Тејлор и Кристофер Данијел Барнс — Породица Брејди: Наставак                                      |
| 1998.  | Адам Сандлер и Дру Баримор — Свадбени певач                           | Џои Лорен Адамс и Кармен Левелин — Луд за Ејми Мет Дејмон и Мини Драјвер — Добри Вил Хантинг Леонардо Дикаприо и Кејт Винслет — Титаник Кевин Клајн и Том Селек — Тамо овамо                                                      |
| 1999.  | Гвинет Палтроу и Џозеф Фајнс — Заљубљени Шекспир                      | Џорџ Клуни и Џенифер Лопез — Веома опасна романса Мет Дилон, Дениз Ричардс и Нев Кембел — Дивље страсти Џереми Ајронс и Доминик Свејн — Лолита Бен Стилер и Камерон Дијаз — Има нешто у вези Мери                                 |
| 2000.  | Сара Мишел Гелар и Селма Блер — Окрутне намере                        | Дру Баримор и Мајкл Вартан — Никада пољубљена Кејти Холмс и Бари Вотсон — Допунски час Хилари Сванк и Клои Севињи — Дечаци не плачу                                                                                               |
| 2001.  | Џулија Стајлс и Шон Патрик Томас — Заплешимо заједно                  | Џон Ејбрахамс и Ана Фарис — Мрак филм Бен Афлек и Гвинет Палтроу — Скок Том Хенкс и Хелен Хант — Изгнаник Ентони Хопкинс и Џулијана Мур — Ханибал                                                                                 |
| 2002.  | Џејсон Бигс и Шон Вилијам Скот — Америчка пита 2                      | Никол Кидман и Јуан Макгрегор — Мулен руж! Мија Кершнер и Беверли Полсин — Ово није глупи тинејџерски филм Хит Леџер и Шенин Сосамон — Прича о витезу Рене Зелвегер и Колин Ферт — Дневник Бриџит Џоунс                           |
| 2003.  | Тоби Магвајер и Кирстен Данст — Спајдермен                            | Бен Афлек и Џенифер Гарнер — Дердевил Ник Канон и Зои Салдана — Бубњеви победе Леонардо Дикаприо и Камерон Дијаз — Банде Њујорка Адам Сандлер и Емили Вотсон — Пијани од љубави                                                   |
| 2004.  | Овен Вилсон, Кармен Електра и Ејми Смарт — Старски и Хач              | Шарлиз Трон и Кристина ричи — Монструм Кијану Ривс и Моника Белучи — Матрикс 2 Џим Кери и Џенифер Анистон — Свемогући Брус Шон Ашмор и Ана Паквин — Икс-људи 2                                                                    |
| 2005.  | Рајан Гослинг и Рејчел Макадамс — Бележница                           | Натали Портман и Зак Браф — Нешто заједничко Гвинет Палтроу и Џад Ло — Небески капетан и свет сутрашњице Џенифер Гарнер и Натасија Малт — Електра Елиша Катберт и Емил Херш — Девојка из суседства                                |
| 2006.  | Џејк Џиленхол и Хит Леџер — Планина Броукбек                          | Тараџи П. Хенсон и Теренс Хауард — Хип хоп макро Ана Фарис и Крис Маркет — Само пријатељи Анџелина Џоли и Бред Пит — Господин и госпођа Смит Росарио Досон и Клајв Овен — Град греха                                              |
| 2007.  | Вил Ферел и Саша Барон Коен — Рики Боби: Легенда брзине               | Камерон Дијаз и Џуд Ло — Одмор Коламбус Шорт и Миган Гуд — Играј колико те ноге носе Марк Волберг и Елизабет Бенкс — Непобедиви Марлон Вејанс и Бритни Данијел — Мали човек                                                       |
| 2008.  | Бријана Евиган и Роберт Хофман — Ухвати ритам 2                       | Ејми Адамс и Патрик Демпси — Зачарана Шаја Лабаф и Сара Ремер — Параноја Елен Пејџ и Мајкл Сера — Џуно Данијел Радклиф и Кејти Ленг — Хари Потер и Ред феникса                                                                    |
| 2009.  | Кристен Стјуарт и Роберт Патинсон — Сумрак                            | Анџелина Џоли и Џејмс Макавој — Најтраженији Фрида Пинто и Дејв Пател — Милионер са улице Џејмс Франко и Шон Пен — Милк Пол Рад и Томас Ленон — Волим те, човече Ванеса Хаџенс и Зак Ефрон — Средњошколски мјузикл 3              |
| 2010.  | Кристен Стјуарт и Роберт Патинсон — Млади месец                       | Кристен Стјуарт и Дакота Фенинг — Ранавејси Сандра Булок и Рајан Ренолдс — Веридба Тејлор Свифт и Тејлор Лаутнер — Дан заљубљених Зои Салдана и Сем Вортингтон — Аватар                                                           |
| 2011.  | Кристен Стјуарт и Роберт Патинсон — Сумрак сага: Помрачење            | Елен Пејџ и Џозеф Гордон-Левит — Почетак Ема Вотсон и Данијел Радклиф — Хари Потер и реликвије Смрти: Први део Кристен Стјуарт и Тејлор Лаутнер — Сумрак сага: Помрачење Натали Портман и Мила Кунис — Црни лабуд                 |
| 2012.  | Кристен Стјуарт и Роберт Патинсон — Сумрак сага: Праскозорје - 1. део | Рајан Гозлинг и Ема Стоун — Та луда љубав Ема Вотсон и Руперт Гринт — Хари Потер и реликвије Смрти: Други део Џенифер Лоренс и Џош Хачерсон — Игре глади Ченинг Тејтум и Рејчел Макадамс — И у добру и у злу                      |
| 2013.  | Џенифер Лоренс и Бредли Купер — У добру и у злу                       | Ема Вотсон и Логан Лерман — Чарлијев свет Кара Хејворд и Џаред Гилман — Краљевство излазећег месеца Кери Вошингтон и Џејми Фокс — Ђангова освета Мила Кунис и Марк Волберг — Меда                                                 |
| 2014.  | Ема Робертс, Џенифер Анистон и Вил Полтер — Ми смо Милерови           | Ешли Бенсон, Џејмс Франко и Ванеса Хаџенс — Бунтовнице Џенифер Лоренс и Ејми Адамс — Америчка превара Џозеф Гордон-Левит и Скарлет Џохансон — Дон Џон Шејлин Вудли и Мајлс Телер — Спектакуларна садашњица                        |
| 2015.  | Шејлин Вудли и Енсел Елгорт — Криве су звезде                         | Ема Стоун и Ендру Гарфилд — Чудесни Спајдермен 2 Џејмс Франко и Сет Роген — Интервју Роуз Берн и Халстон Сејџ — Лоше комшије Скарлет Џохансон и Крис Еванс — Капетан Америка: Зимски војник                                       |
| 2016.  | Ребел Вилсон и Адам Девајн — На путу до звезда                        | Ејми Шумер и Бил Хејдер — Хаос у најави Дакота Џонсон и Џејми Дорнан — Педесет нијанси — сива Лесли Ман и Крис Хемсворт — Летња авантура: Нова генерација Марго Роби и Вил Смит — Фокус Морена Бакарин и Рајан Ренолдс — Дедпул   |
| 2017.  | Ештон Сандерс и Џарел Џером — Месечина                                | Ема Стоун и Рајан Гозлинг — Ла ла ленд Ема Вотсон и Ден Стивенс — Лепотица и звер Тараџи П. Хенсон и Теренс Хауард — Империја Зек Ефрон и Ана Кендрик — Фрка на венчању                                                           |
| 2018.  | Ник Робинсон и Кинан Лонсдејл — С љубављу, Сајмон                     | Џина Родригез и Џастин Балдони — Девица Џејн Оливија Кук и Тај Шеридан — Играч број 1 Кеј Џеј Апа и Камила Мендес — Ривердејл Фин Вулфхард и Мили Боби Браун — Чудније ствари                                                     |
| 2019.  | Ноа Сентинео и Лана Кондор — Момцима које сам волела                  | Џејсон Момоа и Амбер Херд — Аквамен Чарлс Мелтон и Камила Мендес — Ривердејл Шути Гатва и Конор Свинделс — Сексуално образовање Том Харди и Мишел Вилијамс — Веном                                                                |
| 2021.  | Чејс Стоукс и Медлин Клајн — Спољне обале                             | Џоди Корнер и Сандра Оу — Убити Ив Лили Колинс и Лукас Браво — Емили у Паризу Мајтреји Рамакришнан и Џарен Луисон — Никад нисам... Реге-Жан Пејџ и Фиби Дајневор — Бриџертон                                                      |
| 2022.  | Пупис и змија — Магарчине заувек                                      | Асмаа Абуљазеид и Ахмед Магди — Госпођица Фарах Хантер Шафер и Доминик Фајк — Еуфорија Лили Колинс и Лисјен Лависконт — Емили у Паризу Роберт Патинсон и Зои Кравиц — Бетмен Том Холанд и Зендеја — Спајдермен: Пут без повратка  |
| 2023.  | Медисон Бејли и Руди Панкоу — Спољне обале                            | Ана Торв и Филип Пражу — The Last of Us Хари Стајлс и Дејвид Досон — Мој полицајац Рајли Кио и Сем Клафлин — Daisy Jones & the Six Селена Гомез и Кара Делевин — Само убиства у згради                                            |